# Heteroserica paradoxa
Heteroserica paradoxa är en skalbaggsart som beskrevs av Brenske 1900. Heteroserica paradoxa ingår i släktet Heteroserica och familjen Melolonthidae.
Artens utbredningsområde är Madagaskar. Inga underarter finns listade i Catalogue of Life.